# Xian de Ningwu
Le xian de Ningwu (chinois : 宁武县 ; pinyin : níngwǔ xiàn) est un district administratif de la province du Shanxi en Chine. Il est placé sous la juridiction de la ville-préfecture de Xinzhou.

## Démographie
La population du district était de 148 965 habitants en 1999.

## sites et monuments
Le village perché appelé Wanghuagou cun (王化沟村), situé à 2 300 mètres au dessus du niveau de la mer, construite sur les flanc de falaises d'une vallée. Les habitants l'appellent le « village dans les airs » (悬空村) et est classé comme « Site pittoresque folklorique de montagne pousse de roseau » (芦芽山民俗景点).